# Athyrium majus
Athyrium majus är en majbräkenväxtart som beskrevs av Mak. Athyrium majus ingår i släktet Athyrium och familjen Athyriaceae. Inga underarter finns listade.